# 早稲田美容専門学校
早稲田美容専門学校（わせだびようせんもんがっこう、英称：Waseda Beauty College）は、新宿区西早稲田にある美容師養成の専修学校。運営主体は学校法人小倉学園。

## 沿革
- 1999年…早稲田美容専門学校開校

## 学科
- 美容科
- トータルビューティ科
- 通信科

## 所在地
- 東京都新宿区西早稲田2-20-7

## 卒業生
- 高木琢也（2006年美容科6期卒）[1]
- 松本拓馬（2009年美容科9期卒）